# Chocodecor
Chocodecor je podklad pro jedlý tisk, který se používá na dekoraci cukrářských výrobků, především slavnostních dortů.
Lze ho ohýbat, je pružný, ale není vhodný pro modelaci. Lze jej použít na krémové a smetanové povrchy, nejlépe ze všech jedlých podkladů snáší vlhkost.
Jeho hlavní složkou je kakaové máslo a cukr, je tedy vhodný ke zdobení sladkých moučníků. Dále obsahuje glukózový sirup, guarovou gumu, vodu, xanthan, arabskou gumu, E1201, E171, lecitin.
Odpuzuje decorgel, kterým jej tedy nelze potírat (na rozdíl např. od jedlého papíru to není třeba, má hladký a upravený povrch). V případě nutnosti se lepí jedlým lepidlem. Dobře snáší nízké teploty.

## Použití
Spodní vrstva se jemně navlhčí pomocí houbičky vodou nebo decorgelem, voda nebo gel se lehkým třením spojí s chocodecorem a vytvoří lepivou hmotu, kterou se poté přilepí list k moučníku. Dává-li se chocodecor na krém, není vlhčení nutné. Má-li dobře držet na potahové hmotě, lze použít jedlé lepidlo. Froster mu neublíží, lze ho zamrazovat. Protože hlavní složkou je kakaové máslo a cukr, snáší dobře vlhkost, ale ne přímý kontakt s vodou (kromě lehkého zvlhčení při přilepování) a ovocnými šťávami.
Má světle krémovou barvu, nehodí se tedy pro obrázky, kde je výrazná bílá barva. Pro barevné obrázky a černobílé retro fotografie je naopak velmi vhodný. Používá se především pro svou chuť a vůni.

## Alternativní jedlé tisky
- Jedlý papír
- Fondánový papír
- Decor papír
- Icefrosting